# GINAF
La GINAF è una casa produttrice di camion olandese.

## Risultati sportivi
La casa costruttrice partecipa attivamente ai rally raid nei quali è prevista la categoria camion, e specialmente al Rally Dakar ha ottenuto diversi buoni risultati.
Rally Dakar
Piazzamenti nella top ten al Rally Dakar.

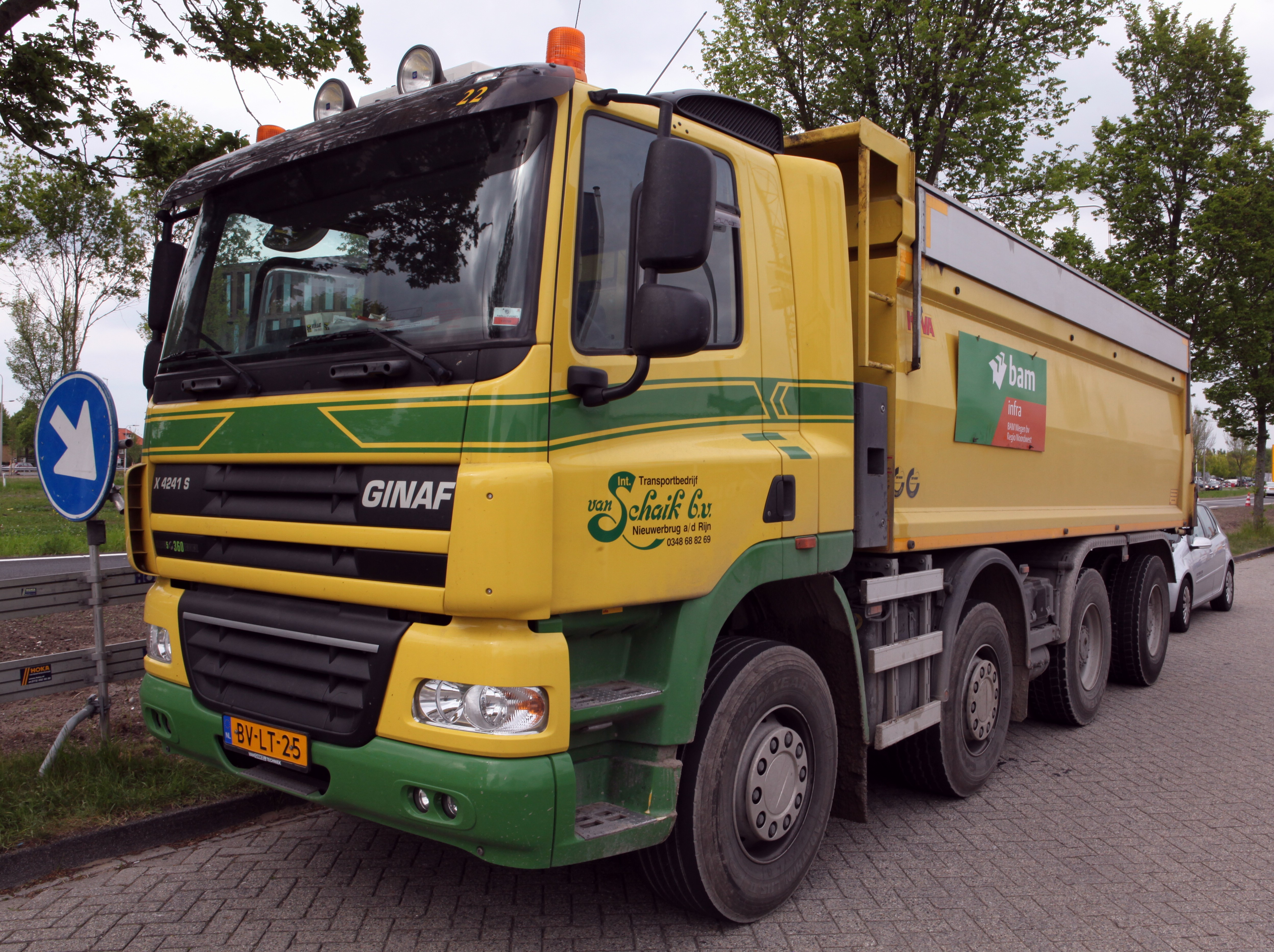
Un GINAF X4241

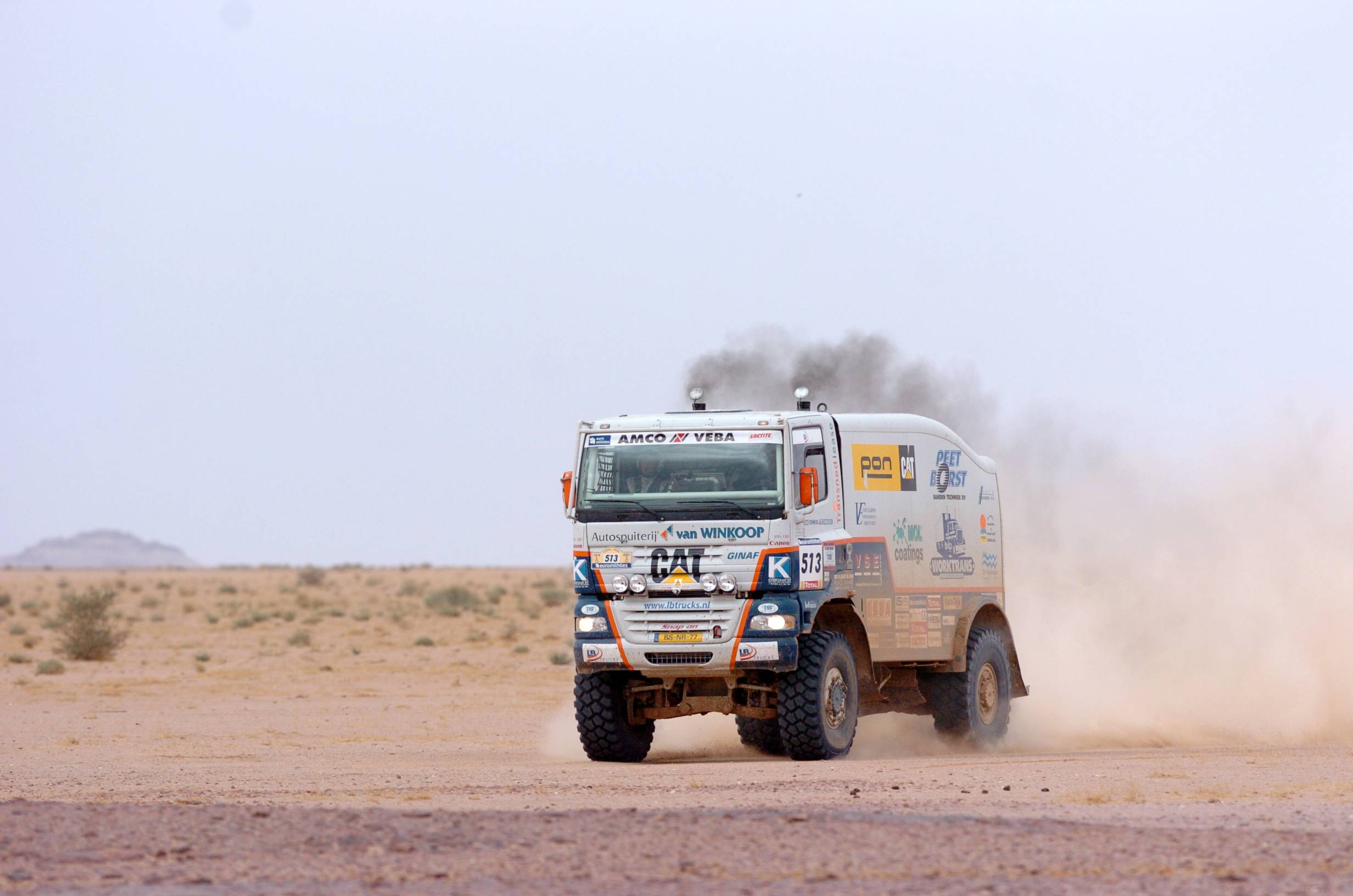
Un camion GINAF al Rally Dakar 2007

| Edizione | Pilota                                             | Risultato |
| -------- | -------------------------------------------------- | --------- |
| 1994     | Kies / Tijsterman                                  | 4º posto  |
| 2001     | Bekx / De Rooder                                   | 8º posto  |
| 2005     | Jan Govaere / Mario Gherardyn / Yves Despiegelaere | 10º posto |
| 2007     | Van Ginkel / Tijsterman / Gérard de Rooy           | 4º posto  |
| 2007     | Brouwer / Koetsier / Van Veenendaal                | 8º posto  |